# Freies Radio Kassel
Das Freie Radio Kassel (FRK) ist als Freies Radio ein nichtkommerzieller lokaler Radiosender, der in Kassel und Umgebung empfangen werden kann. Seit Anfang August 2011 strahlt der Sender sein Programm auch als Streaming Audio aus, siehe #Weblinks.
Die Sendefrequenzen sind: UKW 105,8 MHz (Antenne) sowie über DAB+ auf Kanal 6, Block A im Band III (kurz: Kanal 6A). Das Sendestudio befand sich bis September 2012 in der historischen, denkmalgeschützten Kulturfabrik Salzmann im Kasseler Stadtteil Bettenhausen. Das neue Studio befindet sich in direkter Nähe zum Opernplatz in der Opernstraße 2 der Kasseler Innenstadt, da das FRK wegen der Planungen zum Umbau der Salzmannfabrik in ein technisches Rathaus aus dem Gebäude ausziehen musste.

## Geschichte
Die Geschichte des Freien Radios Kassel beginnt mit der Gründung des Vereins Radio-Initiative Kassel e. V. im Juni 1994. Ein Jahr später gab es im Rahmen des Bundeskongresses Freier Radios, der im Kulturzentrum Schlachthof in Kassel stattfand, einen ersten Sendebetrieb. Regulär ist das Radio allerdings erst seit 1. Mai 1997 auf Sendung – die Lizenzvergabe sowie die Suche nach einer geeigneten Sendefrequenz dauerten länger als ursprünglich geplant.
Seit dem 29. Juni 2018 ist das Freie Radio Kassel auch über DAB+ zu empfangen.
Im Rahmen des Umzugs aus der Salzmannfabrik in die Kasseler Innenstadt im Herbst/Winter 2012 wurde zum ersten Mal in der Geschichte des FRK „der Sendebetrieb stillgelegt“, d. h., es konnte nur ein Notprogramm aus dem Rechner ausgestrahlt werden.

## Organisationsstruktur
Der Verein Freies Radio Kassel e. V. ist weitgehend ehrenamtlich organisiert und bietet Interessierten die Möglichkeit, eigenverantwortlich Radiobeiträge zu produzieren und zu senden. Das FRK ist Mitglied im Bundesverband Freier Radios.

## Finanzierung
Die Finanzierung des Senders erfolgt größtenteils über Mittel der Hessischen Landesanstalt für privaten Rundfunk und neue Medien (LPR Hessen). Diese Landesmedienanstalt verwendet einen Teil des ihr zufließenden Anteils an den Rundfunkgebühren zur Förderung nichtkommerzieller Medienprojekte. Die Vereinsmitglieder zahlen außerdem einen Mindestbeitrag von 25 Euro pro Jahr.

## Sendezeiten
Das Freie Radio Kassel sendet täglich 24 Stunden. Davon sind Livesendungen täglich ab 16 Uhr acht bis zehn Stunden neues Programm, das am jeweils folgenden Vormittag von 8 bis 16 Uhr wiederholt wird. Zwischen dem täglichen Programm und 6 Uhr morgens läuft das Nachtprogramm mit Themensendungen, z. B. über Indie-, Pop-, Alternative-Rock-Bands, u. v. m., zum Teil live. Von 6 bis zur Wiederholung um 8 Uhr wird die Sendung „Maharishi Gandharva Ved“ mit klassischer indischer Musik ausgestrahlt.
Im Laufe der wechselvollen Geschichte des Senders gab es – neben dem regulären Sendebetrieb – zahlreiche Projekte und Sonderaktionen; u. a. öffentliche Veranstaltungen, Live-Übertragungen, Spezialsendungen zu unterschiedlichen Themen sowie Kooperationen mit verschiedenen Partnern.

## Programm
Das Freie Radio Kassel verfügt im Gegensatz zu vielen anderen Bürgermedien über ein festes Programmschema mit periodisch wiederkehrenden Sendungen. Das FRK versteht sich als „Einschaltradio“, d. h., Hörer schalten gezielt ein, um bestimmte Sendungen zu verfolgen. Zu den Aufgaben des Freien Radios gehört darüber hinaus die Vermittlung von Medienkompetenz. Dies geschieht durch vielfältige medienpädagogische Projekte, die oft in Kooperation mit Schulen, Hochschulen, Jugendzentren und anderen Bildungsträgern durchgeführt werden.
Es wird darauf geachtet, dass das Programm sich deutlich vom Mainstream-Angebot kommerzieller und öffentlich-rechtlicher Sender unterscheidet. Die einzelnen Sendungen werden von Vereinen, Gruppen oder Einzelpersonen erstellt. Die Macher sind in der inhaltlichen und formalen Gestaltung weitgehend autonom. Die Sendungen lassen sich grob in Musik-, Informations- und Unterhaltungssendungen unterteilen.

### Musiksendungen
Viele Sendungen im Freien Radio Kassel spielen subkulturelle und avantgardistische Musik. Daneben gibt es auch Sendungen mit breiterer Musikpalette, die sich thematisch fokussieren (z. B. „handgespielt“). Dazu gehören folgende Sendungen:

#### Oldies
- Tanzparkett (10er/20er/30er/40er Kabarett und Tanzmusik, Swing, Jazz)
- 60 plus/minus (50er/60er Rock und Schlager, Operettenmelodien)
- Magic Moments („Evergreens und Nevergreens der 50er/60er/70er“, Musikgeschichte)

#### Jazz, Blues, Country
- Jazzcafe (Jazz ab 1940)
- Long Distance Call (Blues)
- Lange Rille (Blues, Rock, Jazz, Swing)
- Lonesome Traveler (Blues, Rock, Jazz, Country, Folk, Rockabilly, Doo-wop)
- Country Classics (Traditional Country, Americana, Country Rock)

#### Rock, Punk, Folk
- Aoxomoxoa (60/70er Rock, Punkrock)
- Fast vorwärts („Indie-Rock und Artverwandtes“)
- Liederleute (60/70er Liedermacher, Chansons, Folk, Deutschrock, „politische Lieder“)
- Wanderzirkus Weltklang (Folk, Ethnogroove, Worldbeat, Klezmer)

#### Metal
- Devil’s Kitchen (Hardrock, Metal)
- Welcome To Hell (Metal, Death-Metal, Thrash-Metal, Nu-Metal)

#### Rap
- MonkeyMusicMovement – Eine Stunde Rapmusik (Deutschrap, US-Rap)

#### Experimentelle Musik
- Excentric Radio (Experimentalmusik)
- Borderline – Musik für Grenzgänger (Experimentalmusik)
- Borderline extra (Experimentalmusik)
- Forum Experimentell (Experimentalmusik)
- FangSCHALLtung (Neuer Jazz, Improvisierte Musik)

#### Elektro
- Minimalcityradio (Minimal, Techno)
- Make Rave, Not War
- Melomania (Elektronische Musik)

#### Breite Musikpalette
- Endlich Montag
- Thomas Hellmann Show
- Nachtstudio („alle musikalischen Stilrichtungen können passieren“)
- Ear Catcher (Musikquerschnitt, Bastard-Pop, Filmvorstellungen)
- frei² oder „Frei hoch zwei“ (GEMA-freie Musik)
- Handmade („handgespielte Musik“, Veranstaltungshinweise)
- Tonkost (deutschsprachige Musik, „Themen mit musikalischem Nährwert“)
- Kreuzweise („Musik aus der Schweiz“)
- Memories („Hits aus Ost und West“)
- Deutsch – Mein neues Hobby (deutschsprachige Songs und Hörspiele zu unterschiedlichen Themen)
- Andres Radio
- Plattenladen (Musik der 50er bis 90er Jahre)
- Only Vinyl
- Tom`s Rock And Pop Specials

#### Sonstige
- Irie Ites (Reggae, Dub, NeoDub)
- Musica Latina (Latin, deutsch und spanisch)
- Wortspiele (Philosophische Reflexionen)
- Campusradio (Sendung von Studierenden der Uni Kassel)
- Input ist gleich Output
- Das Leben ist kein Parkplatz (Interviews mit Gästen)
- Stadtlabor (Gespräche mit Gästen)
- Liederleute (Das Magazin für Musik und Politik)

### Informations- und Politiksendungen
Im FRK laufen neben Musiksendungen auch Sendungen mit hohem Sprachanteil. Hier bieten engagierte Bürger, NGOs und linke Gruppen Informationen und Diskussionen. Thematisiert werden Umweltschutz, Kapitalismus, Kultur-, Lokal- und Sozialpolitik u. v. m. Außerdem gibt es fremdsprachige Sendungen wie zum Beispiel das „Radyo Kassel“ mit türkischsprachigen Nachrichten. Dazu gehören folgende Sendungen:

#### Politiksendungen
- Attac-Radio (Globalisierungskritik)
- LiLi („Libertäre Informationen lokaler Initiativen“)

#### Diskussionssendungen
- Themenwechsel (Diskussionsrunden & Vorlesungen, Politik)
- Freisprechanlage (Diskussionsrunde, Medienanalyse, Psychologie)

#### Kultursendungen
- Kulturbeutel („Informationen aus der lokalen und regionalen Kulturszene“)
- Kulturthemenwechsel (Kulturthemen)
- Die Charlie-Grünhorn-Show. (Talk mit Gästen aus Kultur, Gesellschaft und Politik)
- KLM Kulturmagazin
- Resonanz (Neues aus Musik und Kultur)

#### Fremdsprachige Sendungen
- Radyo Kassel (türkischsprachige Nachrichten und Musik)
- ILF Eritrea (Sendung in Tigrinya)
- Hallo Somalia (Sendung in Somali)
- Viaje Radial (Rundreise durch Lateinamerika in Spanisch)

### Unterhaltungssendungen
Neben den reinen Musiksendungen und den Informationssendungen gibt es Sendekonzepte, die Unterhaltungsprogramme anbieten. Auch sie haben einen hohen Sprachanteil.

#### Hörspiele
- Kinderradio (Hörspiele, Interviews etc. von Kindern)
- Dreamlands (Hörspiele, „Rollenspiele und Phantastisches“)

#### Comedy
- Mikro auf!/Only Vinyl (Pop, Comedy, Hörspiele, „Radio-Oldies on air“)
- Andres Radio (Comedy, Pop)
- Kabarett live (Kabarett, Comedy, Komische Literatur)
- Einheizradio (Satirisches)

#### Sport
- Matchplan (Fußball, „Analysen rund ums runde Leder“)